# Central-European Tour Szerencs-Ibrány
Le Central-European Tour Szerencs-Ibrány est une course cycliste d'une journée courue en Hongrie et créée en 2014 en catégorie 1.2. Elle est par conséquent ouverte aux équipes continentales professionnelles, à des équipes nationales et à des équipes régionales ou de clubs. Les UCI ProTeams (première division) ne peuvent pas participer.

## Palmarès
| Année | Vainqueur   | Deuxième     | Troisième      |
| 2014  | Mamyr Stash | Vitaliy Buts | Filip Eidsheim |